# Konstanz von Heineccius
Konstanz von Heineccius (Berlin, 26. rujna 1859. – Überlingen, 3. srpnja 1936.) je bio njemački general i vojni zapovjednik. Tijekom Prvog svjetskog rata zapovijedao je 36. pješačkom divizijom, te LIII., XXV. pričuvnim i VI. korpusom na Istočnom i Zapadnom bojištu.

## Obitelj
Konstanz von Heineccius je rođen 26. rujna 1859. u Berlinu u pruskoj vojničkoj obitelji. Sin je Benna von Heinecciusa, inače general bojnika u pruskoj vojsci. Djed mu je bio potpukovnik Konstanz von Heineccius koji je 1866. dobio plemićki naslov, dok mu je stric bio general bojnik pruske vojske Georg von Heineccius. Brak je sklopio s groficom Wandom Mariom Arco koja je preminula 1919. godine..

## Vojna karijera
U prusku vojsku stupio je travnju 1877. služeći u 1. gardijskoj pukovniji poljskog topništva u Berlinu. Od 1880. pohađa Topničku i inženjerijsku školu u Berlinu, dok od svibnja 1887. služi u 2. gardijskoj pukovniji poljskog topništva u Potsdamu. Od iduće, 1888. godine, ponovno se nalazi na službi u 1. gardijskoj pukovniji poljskog topništva, da bi u kolovozu 1891. bio promaknut u čin satnika. U lipnju 1897. premješten je u XIV. korpus u Karlsruhe gdje obnaša dužnost pobočnika, da bi u rujnu 1898. dostigao čin bojnika. Od rujna 1899. ponovno se nalazi na službi u 1. gardijskoj pukovniji poljskog topništva u Berlinu gdje najprije zapovijeda bojnom, nakon čega je u listopadu 1903. imenovan i njezinim zapovjednikom. U svibnju 1904. unaprijeđen je u čin potpukovnika, a u tom razdoblju obnaša i dužnost pobočnika u stožeru cara Wilhelma II. Potom je u travnju 1907. promaknut u čin pukovnika, da bi u siječnju 1908. bio imenovan zapovjednikom 1. gardijske brigade poljskog topništva sa sjedištem stožera u Berlinu. Tijekom službe u navedenoj pukovniji, u ožujku 1911., promaknut je u čin general bojnika. U rujnu 1913. postaje zapovjednikom 36. pješačke divizije u Danzigu zamijenivši na tom mjestu Kunu von Steubena. Istodobno s tim imenovanjem unaprijeđen je u čin general poručnika. Navedenom divizijom zapovijedao je i na početku Prvog svjetskog rata.

## Prvi svjetski rat
Na početku Prvog svjetskog rata 36. pješačka divizija kojom je zapovijedao Heineccius nalazila se na Istočnom bojištu u sastavu XVII. korpusa. Navedenim korpusom zapovijedao je August von Mackensen, te u sastavu istog Heineccius sudjeluje u Bitci kod Gumbinnena i nakon toga u velikoj njemačkoj pobjedi u Bitci kod Tannenberga. Potom zajedno s 36. divizijom sudjeluje u Prvoj bitci na Mazurskim jezerima, borbama oko Varšave i Bitci kod Lodza. Tijekom 1915. 36. pješačka divizija sudjeluje u borbama kod Przasnysza, te u srpnju u Narevskoj ofenzivi. U rujnu 1915. Heineccius je s 36. pješačkom divizijom premješten na Zapadno bojište gdje sudjeluje u Bitci na Sommi.
U kolovozu 1916. imenovan je novoformiranim LIII. korpusom koji je na Istočnom bojištu ušao u sastav Armijskog odreda Schlotz. Navedenim korpusom zapovijedao je do ožujka 1917. kada postaje zapovjednikom XXV. pričuvnog korpusa kojim je do tada zapovijedao Manfred von Richthofen. Zapovijedajući navedenim korpusom u sastavu Južne armije sudjeluje u zaustavljanju Kerenskijeve ofenzive. U studenom 1917. preuzima od Juliusa Riemanna zapovjedništvo nad VI. korpusom koji se nalazio u sastavu 8. armije, te je držao položaje na sjevernom dijelu Istočnog bojišta. Navedenim korpusom zapovijedao je sve do kraja rata. Tijekom zapovijedanja nad istim, u ožujku 1918., promaknut je u čin generala topništva.

## Poslije rata
Nakon završetka rata Heineccius je umirovljen. Preminuo je 3. srpnja 1936. u 77. godini života u Überlingenu. 

## Vanjske poveznice
(eng.) Konstanz von Heineccius na stranici Prussianmachine.com

(njem.) Konstanz von Heineccius na stranici Deutschland14-18.de  Arhivirana inačica izvorne stranice od 1. veljače 2021. (Wayback Machine)